# Pristomerus sulci
Pristomerus sulci är en stekelart som beskrevs av Mahdihassan och Kolubajiv 1932. Pristomerus sulci ingår i släktet Pristomerus och familjen brokparasitsteklar. Inga underarter finns listade i Catalogue of Life.